# Robinson Ekspeditionen 2019
Robinson Ekspeditionen 2019 er den 21. sæson af den danske version af den svenske reality-tv-serie Expedition Robinson. I denne sæson dyster 22 deltagere på Filippinerne, hvor 2 hold for første gang siden 2015 konkurrerer mod hinanden for at vinde dyste og immunitet. Efter 44 dage vinder en af dem og bliver dette års Robinson-vinder. Sæsonen havde premiere den 26. august 2019 i Danmark.

## Placeringer
| Deltager                                       | Oprindeligt hold | 1. Nye Hold | 2. Nye Hold | Sammenlægning   | Placering                      |
| ---------------------------------------------- | ---------------- | ----------- | ----------- | --------------- | ------------------------------ |
| Nis Andreas Prio Sørensen 25, København        | Hold Syd         | Hold Syd    | Hold Nord   | Sammenlagt hold | Vinder 1. plads                |
| Kenneth Jørgensen 29, Løgstør                  | Hold Syd         | Hold Syd    | Hold Syd    | Sammenlagt hold | Tabte finalen 2. plads         |
| Jaffer Naveed Janjooa 21, Brøndby Strand       | Hold Syd         | Hold Syd    | Hold Syd    | Sammenlagt hold | Tabte finalen 3. plads         |
| Maria Pencheri 26, Aarhus                      | Hold Nord        | Hold Syd    | Hold Syd    | Sammenlagt hold | Tabte duel 4. plads            |
| Kristina Rimkolde 40,Vejen                     | Hold Syd         | Hold Syd    | Hold Nord   | Sammenlagt hold | Tabte duel 5. plads            |
| Camilla Hoe Enevoldsen 30, København           | Hold Nord        | Hold Nord   | Hold Nord   | Sammenlagt hold | Stemt ud i øråd 6. plads       |
| Jeppe Nicolaisen 45, København                 | Hold Syd         | Hold Syd    | Hold Nord   | Sammenlagt hold | Stemt ud i øråd 7. plads       |
| Steffen Arndt Bech Nielung 30, Glostrup        | Hold Nord        | Hold Nord   | Hold Nord   | Sammenlagt hold | Stemt ud i øråd 8. plads       |
| Michael Bjørnlund 44, Valby                    | Hold Nord        | Hold Nord   | Hold Nord   | Sammenlagt hold | Stemt ud i øråd 9. plads       |
| Heidi Qvortrup 30, Århus                       | Hold Nord        | Hold Nord   | Hold Nord   |                 | Stemt ud i øråd 10. plads      |
| Jess Høeg 51, Roskilde                         | Hold Syd         | Hold Syd    | Hold Syd    |                 | Stemt ud i øråd 11. plads      |
| Henrik 44, Holbæk                              | Hold Nord        | Hold Nord   | Hold Syd    |                 | Tabte duel 12. plads           |
| Louise Camilla Haustrup 30, København          | Hold Syd         | Hold Syd    | Hold Syd    |                 | Forlod ekspeditionen 13. plads |
| Baris Balo Bicen 25, Albertslund               | Hold Nord        | Hold Nord   | Hold Syd    |                 | Stemt ud i øråd 14. plads      |
| Louise "Guldberg" Guldberg 24, Sønderborg      | Hold Syd         | Hold Syd    |             |                 | Kom ikke på et hold 15. plads  |
| Mette Gybel 25, Valby                          | Hold Syd         | Hold Syd    |             |                 | Tabte duel 16. plads           |
| Dina Helbo Bredal 40, Silkeborg                | Hold Nord        | Hold Nord   |             |                 | Stemt ud i øråd 17. plads      |
| Nadia Otte 28, Frederiksberg                   | Hold Nord        |             |             |                 | Stemt ud i øråd 18. plads      |
| Lars Gade Christensen 29, Vejle                | Hold Nord        |             |             |                 | Forlod ekspeditionen 19. plads |
| Mercedes-Julie Kryger Nordvi 28, Frederiksberg | Hold Nord        |             |             |                 | Stemt ud i øråd 20. plads      |
| Bille Bay 27, Bali                             | Hold Syd         |             |             |                 | Stemt ud i øråd 21. plads      |
| Michelle Moeslund 34, Galten                   | Hold Syd         |             |             |                 | Udgået pga skade 22. plads     |